# Sestilio Mazuca
Sestilio Mazuca, Sextilius Mazuca, Sestilio Massuca ou Sextilius Massuca foi um prelado católico romano que serviu como bispo de Alessano (1592–1594).

## Biografia
No dia 19 de junho de 1592, Sestilio Mazuca foi nomeado durante o papado de Clemente VIII como Bispo de Alessano. Serviu como Bispo de Alessano até à sua renúncia em 1594.